# Christian Hassa
Christian Hassa (* 3. Oktober 1976 in Forchheim) ist ein ehemaliger deutscher Fußballspieler.

## Karriere
Seine Karriere begann der 1,71 m große Rechtsfuß beim SV Bammersdorf und der SV Gloria Weilersbach und Jugendteams des 1. FC Nürnberg, bevor er 1996 zum TSV Vestenbergsgreuth wechselte. Beim 1. FC Nürnberg setzte er 1996/97 seine Profikarriere fort, um dann von 1998 bis 2002 für die SpVgg Greuther Fürth zu spielen. In dieser Zeit kam er auf 184 Zweitligaeinsätze (2 Tore). 2002 wechselte der Mittelfeldspieler zum Karlsruher SC (72 Spiele, 2 Tore in der 2. Bundesliga) und schloss sich anschließend 2006 dem Oberligisten Eintracht Trier an. Ab der Saison 2007/08 spielte er für den jetzigen Regionalligisten 1. FC Eintracht Bamberg. Am 27. März 2010 löste Hassa seinen Vertrag bei den Bambergern auf und beendete seine sportliche Laufbahn, um sich mehr auf seinen neuen Arbeitgeber zu konzentrieren (mit Hauptaugenmerk Mobilfunk). Zur neuen Bayernligasaison 2010/2011 schnürt er allerdings wieder seine Schuhe für die Eintracht aus Bamberg.